# Juan Espinoza Medrano (distrito)
O Distrito peruano de Juan Espinoza Medrano é um dos sete distritos que formam a Província de Antabamba, situada no Apurímac, pertencente a Região Apurímac, Peru.

## Transporte
O distrito de Juan Espinoza Medrano é servido pela seguinte rodovia:
- AP-111, que liga a cidade de Oropesa ao distrito de Cotaruse
- AP-108, que liga a cidade de Chapimarca ao distrito de Antabamba[2][3][4]